# Araǰin Xowmb 2001
L'Araǰin Xowmb 2001 è stata l'11ª edizione della seconda serie del campionato armeno di calcio.

## Stagione

### Novità
Al termine della passata stagione Armemicum, Karabakh, Lori e Kotayk' sono state promosse in Bardsragujn chumb, dalla quale è retrocessa la sola Dinamo Erevan. 
La seconda squadra della Dinamo Erevan, complice la retrocessione della prima squadra, non ha potuto iscriversi la campionato.
L'Arpa si è sciolto prima dell'inizio del campionato.
Quattro nuovi club si sono iscritti: Malatia Erevan, Kasakh Ashtarak, Karmrakhayt Armavir e P'yownik 2.
Il Gyumri ha cambiato denominazione in Aragats Gyumri.

### Formula
Il campionato si svolge in due fasi: nella prima le otto squadre si affrontano in un girone di andata e ritorno, per un totale di quattordici giornate. Successivamente le squadre vengono divise in due gruppi in base alla classifica: le prime quattro formano un nuovo girone e competono per la promozione ; le ultime quattro invece si contendono le posizioni tra la quinta e l'ottava. Tutte le squadre, nella seconda fase, perdono tutti i punti ottenuti nella prima.

## Classifiche

### Stagione regolare
|  | Pos. | Squadra             | Pt | G  | V  | N | P  | GF | GS | DR  |
|  | ---- | ------------------- | -- | -- | -- | - | -- | -- | -- | --- |
|  | 1.   | Malatia Erevan      | 33 | 14 | 10 | 3 | 1  | 39 | 14 | +25 |
|  | 2.   | FIMA Erevan         | 32 | 14 | 10 | 2 | 2  | 38 | 17 | +21 |
|  | 3.   | P'yownik 2          | 29 | 14 | 9  | 2 | 3  | 40 | 12 | +28 |
|  | 4.   | Aragats Gyumri      | 28 | 14 | 9  | 1 | 4  | 25 | 18 | +7  |
|  | 5.   | Kasakh Ashtarak     | 20 | 14 | 6  | 2 | 6  | 30 | 25 | +5  |
|  | 6.   | Dinamo Erevan       | 15 | 14 | 5  | 0 | 9  | 30 | 32 | -2  |
|  | 7.   | Karmrakhayt Armavir | 4  | 14 | 1  | 1 | 12 | 10 | 58 | -48 |
|  | 8.   | Tavush              | 1  | 14 | 0  | 1 | 13 | 6  | 42 | -36 |

Legenda:
      Ammesse alla Poule promozione
      Ammesse alla Poule 5ª-8ª posizione
Note:
Tre punti a vittoria, uno a pareggio, zero a sconfitta.

### Poule promozione
|  | Pos. | Squadra        | Pt | G  | V | N | P | GF | GS | DR  |
|  | ---- | -------------- | -- | -- | - | - | - | -- | -- | --- |
|  | 1.   | Malatia Erevan | 27 | 12 | 8 | 3 | 1 | 26 | 12 | +14 |
|  | 2.   | FIMA Erevan    | 17 | 12 | 5 | 2 | 5 | 15 | 15 | 0   |
|  | 3.   | P'yownik 2     | 14 | 12 | 3 | 5 | 4 | 14 | 15 | -1  |
|  | 4.   | Aragats Gyumri | 8  | 12 | 2 | 2 | 8 | 8  | 21 | -13 |

Legenda:
      Promossa in Bardsragujn chumb 2001
Note:
Tre punti a vittoria, uno a pareggio, zero a sconfitta.

### Poule 5ª-8ª
|  | Pos. | Squadra         | Pt | G  | V | N | P | GF | GS | DR  |
|  | ---- | --------------- | -- | -- | - | - | - | -- | -- | --- |
|  | 5.   | Dinamo Erevan   | 24 | 10 | 8 | 0 | 2 | 35 | 12 | +23 |
|  | 6.   | Kasakh Ashtarak | 24 | 10 | 8 | 0 | 2 | 30 | 17 | +13 |
|  | 7.   | Karmrakhayt     | 4  | 10 | 1 | 1 | 8 | 12 | 35 | -23 |
|  | 8.   | Tavush          | –  | –  | – | – | – | –  | –  | –   |

Legenda:
      Esclusa a campionato in corso.
Note:
Tre punti a vittoria, uno a pareggio, zero a sconfitta.